# 보세가공 무역
보세가공 무역(保稅加工貿易)은 수입시 관세의 징수를 일시적으로 보류하는 보세제도를 이용해 원자재를 무관세로 수입한 후 가공해 재수출 하는 것을 의미한다. 원자재에 대한 관세는 제품의 수출 및 재선적이 확인되면 면제된다.